# Llista de medallistes olímpics de softbol
Aquesta és una llista dels medallistes olímpics de softbol:

## Medallistes
| Edició       | Or | Argent | Bronze |
| 1996 Atlanta | Estats UnitsLaura Berg · Gillian Boxx · Sheila Cornell · Lisa Fernandez · Michele Granger · Lori Harrigan · Dionna Harris · Kim Maher · Leah O'Brien · Dot Richardson · Julie Smith · Michele Smith · Shelly Stokes · Danielle Tyler · Christa Lee Williams                           | R.P. de la Xina · An Zhongxin · Chen Hong · He Liping · Lei Li · Liu Xuqing · Liu Yaju · Ma Ying · Ou Jingbai · Tao Hua · Wang Lihong · Wang Ying · Wei Qiang · Xu Jian · Yan Fang · Zhang Chunfang                                                             | AustràliaJoanne Brown · Kim Cooper · Carolyn Crudgington · Kerry Dienelt · Peta Edebone · Tanya Harding · Jennifer Holliday · Jocelyn Lester · Sally McDermid · Francine McRae · Haylea Petrie · Nicole Richardson · Melanie Roche · Natalie Ward · Brooke Wilkins  |
| 2000 Sydney  | Estats UnitsLaura Berg · Lisa Fernandez · Lori Harrigan · Michele Smith · Christie Ambrosi · Jennifer Brundage · Crystl Bustos · Sheila Cornell · Danielle Henderson · Jennifer McFalls · Stacey Nuveman · Leah O'Brien · Dot Richardson · Michelle Venturella · Christa Lee Williams | JapóMisako Ando · Yumiko Fujii · Taeko Ishikawa · Kazue Ito · Yoshimi Kobayashi · Shiori Koseki · Mariko Masubuchi · Naomi Matsumoto · Emi Naito · Haruka Saito · Juri Takayama · Hiroko Tamoto · Reika Utsugi · Miyo Yamada · Noriko Yamaji                    | AustràliaSandra Allen · Joanne Brown · Kerry Dienelt · Peta Edebone · Sue Fairhurst · Selina Follas · Fiona Hanes · Kelly Hardie · Tanya Harding · Sally McDermid · Simmone Morrow · Melanie Roche · Natalie Titcume · Natalie Ward · Brooke Wilkins                |
| 2004 Atenes  | Estats UnitsLeah Amico · Laura Berg · Crystl Bustos · Lisa Fernandez · Jennie Finch · Tairia Flowers · Amanda Freed · Lori Harrigan · Lovieanne Jung · Kelly Kretschman · Jessica Mendoza · Stacey Nuveman · Cat Osterman · Jenny Topping · Natasha Watley                            | AustràliaSandra Allen · Marissa Carpadios · Fiona Crawford · Amanda Doman · Peta Edebone · Tanya Harding · Natalie Hodgskin · Simmone Morrow · Tracey Mosley · Stacey Porter · Melanie Roche · Natalie Titcume · Natalie Ward · Brooke Wilkins · Kerry Wyborn   | JapóEmi Inui · Kazue Ito · Yumi Iwabuchi · Masumi Mishina · Emi Naito · Haruka Saito · Hiroko Sakai · Naoko Sakamoto · Rie Sato · Yuki Sato · Juri Takayama · Yukiko Ueno · Reika Utsugi · Eri Yamada · Noriko Yamaji                                               |
| 2008 Pequín  | JapóNaho Emoto · Motoko Fujimoto · Megu Hirose · Emi Inui · Sachiko Ito · Ayumi Karino · Satoko Mabuchi · Yukiyo Mine · Masumi Mishina · Rei Nishiyama · Hiroko Sakai · Rie Sato · Mika Someya · Yukiko Ueno · Eri Yamada                                                             | Estats UnitsMonica Abbott · Stacey Nuveman · Crystl Bustos · Jennie Finch · Laura Berg · Lauren Lappin · Lovieanne Jung · Cat Osterman · Tairia Flowers · Andrea Duran · Jessica Mendoza · Victoria Galindo · Kelly Kretschman · Caitlin Lowe · Natasha Watley  | AustràliaJodie Bowering · Kylie Cronk · Kelly Hardie · Tanya Harding · Sandy Lewis · Simmone Morrow · Tracey Mosley · Stacey Porter · Melanie Roche · Justine Smethurst · Danielle Stewart · Natalie Titcume · Natalie Ward · Belinda Wright · Kerry Wyborn         |
| 2012 i 2016  | no inclòs al programa Olímpic | no inclòs al programa Olímpic | no inclòs al programa Olímpic |
| 2020 Tòquio  | JapóHaruka Agatsuma · Mana Atsumi · Yamato Fujita · Nozomi Goto · Nodoka Harada · Yuka Ichiguchi · Hitomi Kawabata · Nayu Kiyohara · Yukiyo Mine · Sayaka Mori · Minori Naito · Yukiko Ueno · Saki Yamazaki · Eri Yamada · Yu Yamamoto                                                | Estats UnitsAli Aguilar · Monica Abbott · Valerie Arioto · Ally Carda · Amanda Chidester · Rachel Garcia · Haylie McCleney · Michelle Moultrie · Dejah Mulipola · Aubree Munro · Bubba Nickles · Cat Osterman · Janie Reed · Delaney Spaulding · Kelsey Stewart | CanadàJenna Caira · Emma Entzminger · Larissa Franklin · Jennifer Gilbert · Sara Groenewegen · Kelsey Harshman · Victoria Hayward · Danielle Lawrie · Janet Leung · Joey Lye · Erika Polidori · Kaleigh Rafter · Lauren Regula · Jennifer Salling · Natalie Wideman |